# Catharine Sedgwick
Catharine Maria Sedgwick, född den 28 december 1789 i Stockbridge, Massachusetts, död den 31 juli 1867 i Roxbury, var en nordamerikansk författare.
Catharine Sedgwick var under ett femtiotal år föreståndare för en berömd flickskola i Stockbridge. Hon utgav 1822 en samling skildringar från puritanernas liv, A New England tale (ny upplaga 1852), som gav uppslag till den amerikanska sederomanen. Ett följande verk, Redwood (3 band, 1824; anonymt), troddes först vara av själve Cooper. Hope Leslie (3 band, 1827), en berättelse om de första nybyggarna i staten Massachusetts, var länge den i sitt slag yppersta skildringen i den nordamerikanska litteraturen. En annan omtyckt berättelse var The Linwoods (3 band, 1835). Efter att 1835 ha företagit en resa till flera europeiska länder utgav hon därom Letters from abroad to kindred at home (1841). Hennes noveller Tales and sketches (1835, 1858) ger fina skildringar av livet i New England. Hon gjorde också lycka som författare av skrifter för ungdomen. Bland annat skattades hennes Means and Ends (1838) som en förträfflig handbok i självuppfostran för unga kvinnor. I alla hennes arbeten framträder en starkt kristlig tendens.